# 北米のナンバープレート
北米のナンバープレート（ほくべいのナンバープレート）では、アメリカ合衆国およびカナダにおけるナンバープレートについて解説する。
自動車のナンバープレートを「ライセンス・プレート（アメリカ英語: license plate、カナダ英語: licence plate）」と呼ぶ。まれに「ライセンスタグ（アメリカ英語: license tag）」と呼ばれることもある。

## アメリカ合衆国
アメリカ合衆国のナンバープレートは州運輸省・州道路局（各州のDMV。州ごとに呼称が違う）によって発行される。ちなみに運輸省や道路局が警察組織（ステート・ハイウェイパトロール、ステートトルーパー）を持つ州もある。
形状は縦横1:2の長方形で、大きさは6インチ x12インチ（152.4mm x304.8mm）である。日本のナンバープレートとは同一の縦横比であるが、そのうちの中板（165.0mm x330.0mm）よりひと回り小さい。
発行州の名前および、3から7文字程度のアルファベットと数字が表記される。色・デザインは州・特別区によって異なり、また同じ州のプレートでも自動車の発売年代によって異なることがある。各州・特別区独自の文化、建築物、動物、自然などがデザインに組み入れられ、州の愛称や標語、近年では州の公式サイトのアドレスなどが併記されることがある。
一般のナンバープレートのほかに、特別料金を支払って自分がサポートする観光地、州の行政プロジェクト、大学、特定団体、記念行事などをデザインした特殊プレートまたは限定版プレートを購入することもできる。通常、特別料金の一部が関連団体に寄付される。
例1はテキサス州の公立図書館をサポートする特殊プレートで、購入費用30ドルのうち22ドルが公立図書館の読書促進活動に寄付される仕組みになっている。消防団員やボランティアの救急救命士（通常は一般企業に勤務しているが緊急連絡があれば直ちに消防署に駆けつけて出動する者）など特定の資格を持った者が自家用車につけるための例2のような特殊プレートもある。
文字や数字も、追加料金を支払うことによって好きな組み合わせを選ぶことができ、ドラマ「ナイトライダー」に登場する「ナイト2000」の使用プレートは、アルファベットの「KNIGHT」で数字が使われていない等、近年ではハートマークなどの記号も使えるようになっている。ただし、同州内で他者がすでに使用している文字列は使用不可で、放送禁止用語や不謹慎に受け取れる文字列は許可されない場合があるため、申込用紙には数件の候補を書き込めるようになっている。例3のANIME、例4のDOUJIN、例5のBAKAなど、日本語のローマ字表記を使用する者もいる。なお、こういった特別な文字列のプレートは車両ではなく所有者に帰属するため、車両の売却・譲渡時には元の所有者が保持する。
その他、一般人以外が使用するものとして、連邦政府、州、市などが所有する公用車（例として警察のパトカーや白バイ）につけられる公用車のナンバープレートがある。各国大使館の揃う首都ワシントンD.C.やオタワ、総領事館のある大都市などでは例6のような領事や外交官専用のナンバープレートが頻繁に見かけられる。カリフォルニア州では「E」の文字入り八角形の枠が書かれていれば公用である（Exempt―免税　2007年頃からは記号ではなく「CA EXEMPT」とフルスペル表記である。カリフォルニア・ハイウェイ・パトロールの覆面パトカーも例外ではない）。連邦四軍ではプレートに番号がなく「U.S.ARMY（NAVY、AIR FORCE、MARINE CORPS）」とだけ書かれ、ドアに“FOR OFFICIAL USE ONLY（公務限定）”の文字と独自の登録番号が書かれている場合もある（憲兵隊のパトカーや飛行場の誘導車に多い）。
ナンバープレートには自動車ディーラーによる、もしくは観光地土産や自作のフレームが装着されることも多い。また一部の州（下記参照）では、プレートは前後どちらか片方に付けられていればよく、空いた側のスペースに広告を入れて小遣い稼ぎをしたり、例6のような飾りの偽プレートを装着するドライバーもいる。

ニューヨーク州のナンバープレート
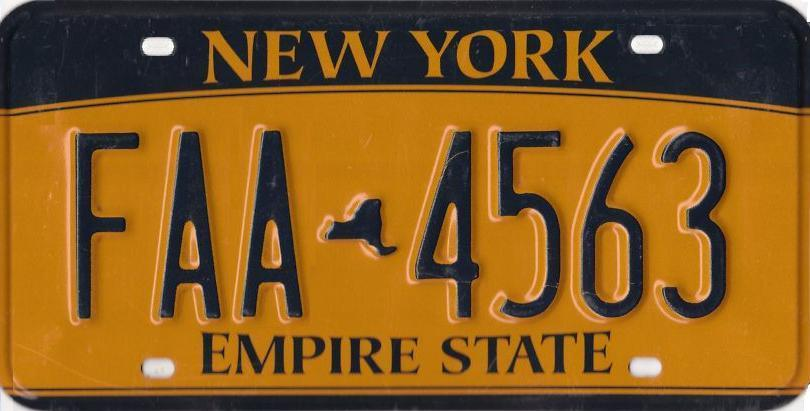
民間車両が装着する基本的なもの。
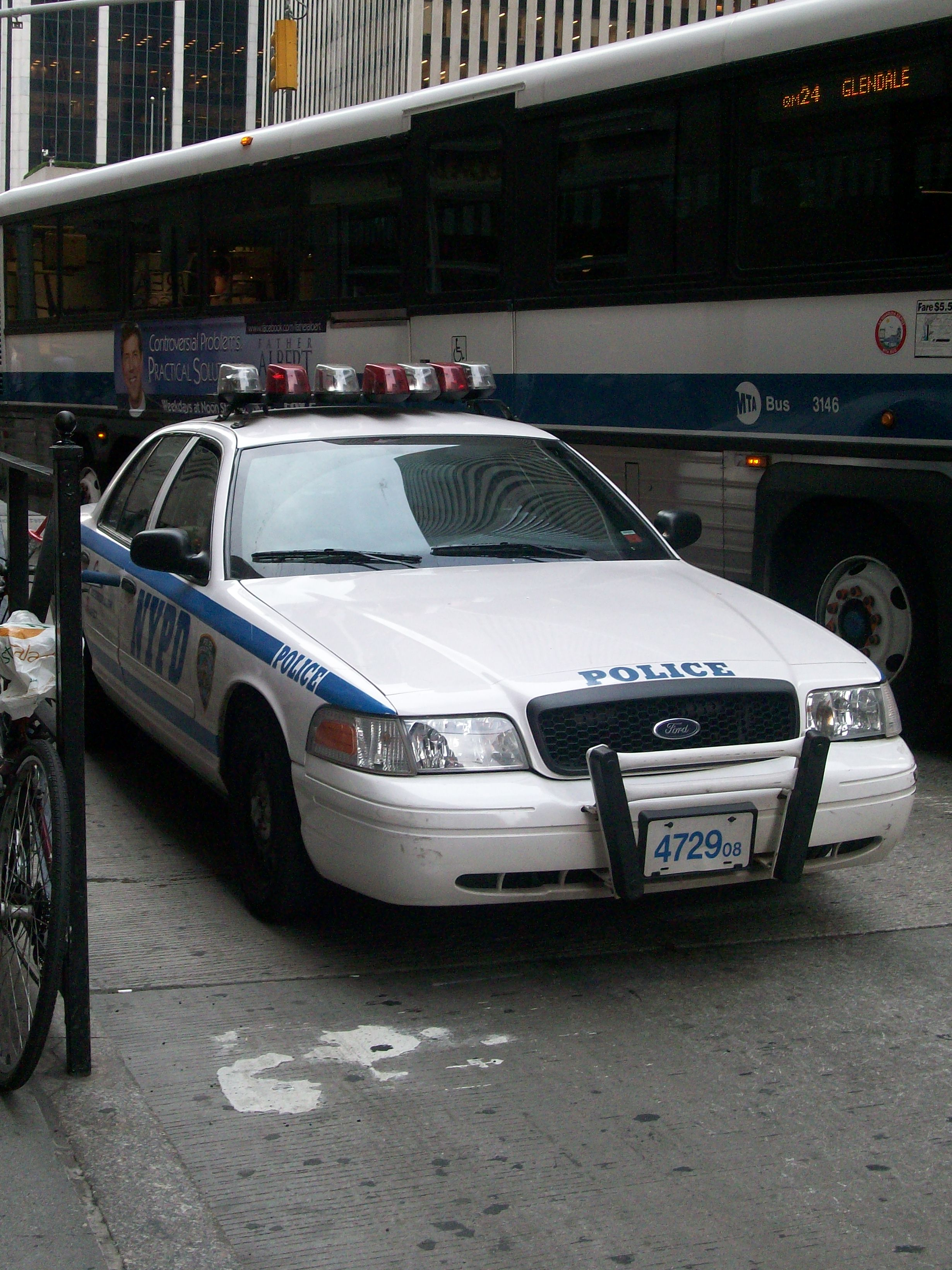
ニューヨーク市警察(NYPD)のパトカー。4729はその車両の登録番号、小文字の08は登録年度を意味する。SWATの車両や現場本部車に多いがプレートが付いておらず番号は車体に大書されている車両もある。
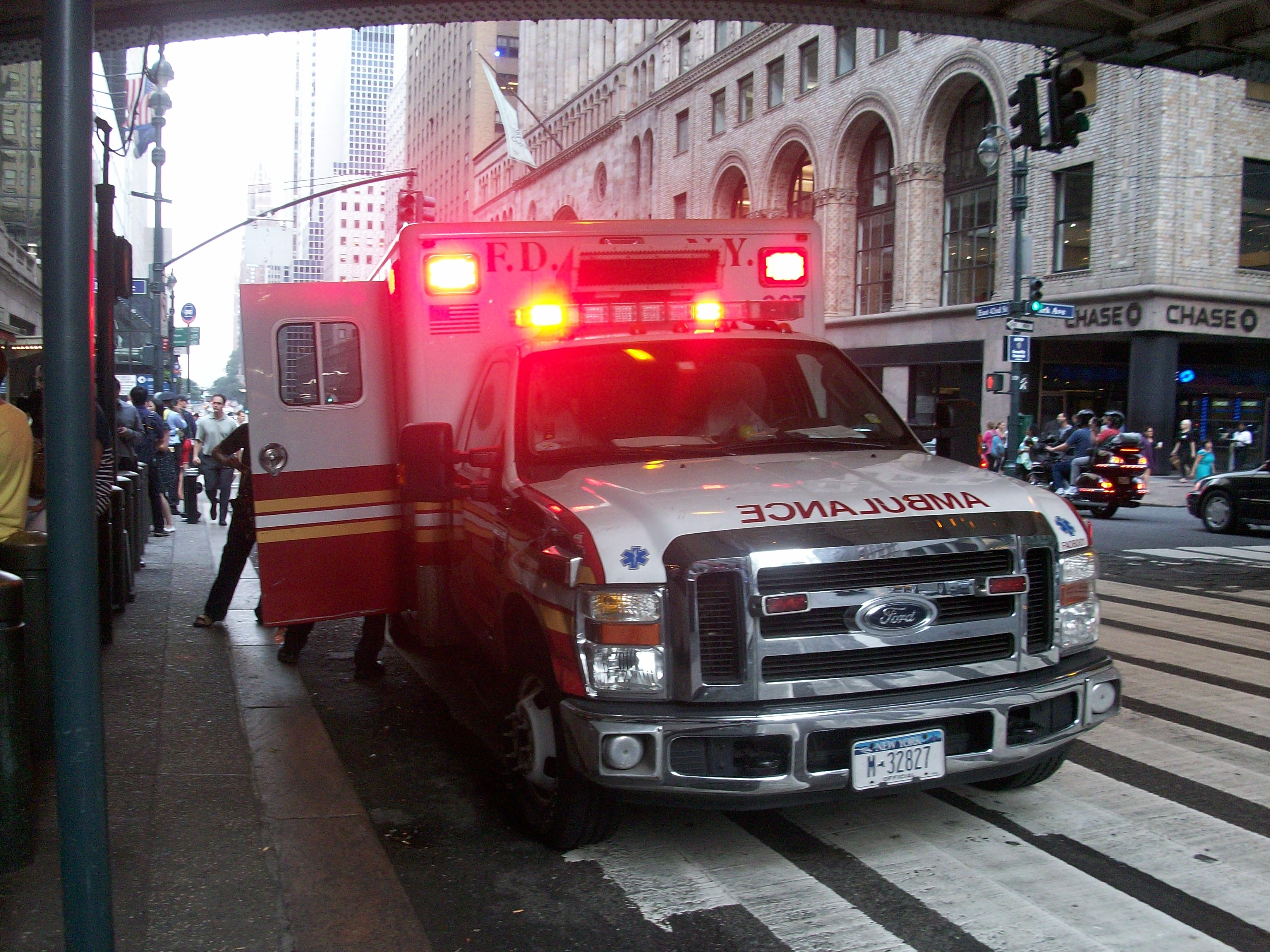
ニューヨーク市消防局(FDNY)の救急車。ナンバーのデザインは当時の一般車両向けと共通だが、「Official」の文字が下部に入る。
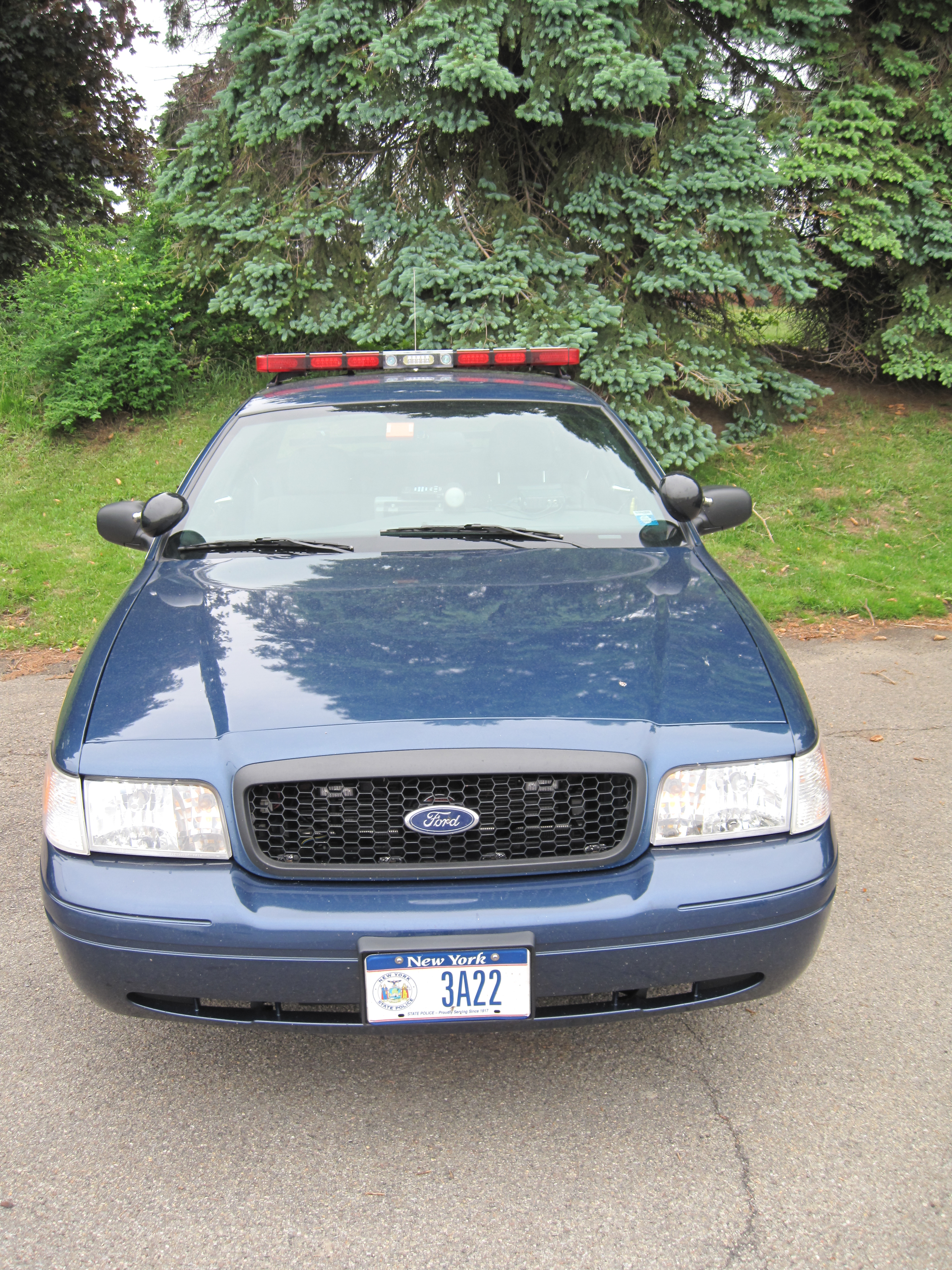
ニューヨーク州警察(NYSP)のパトカー。州警察章やNYSPの名称が入る。
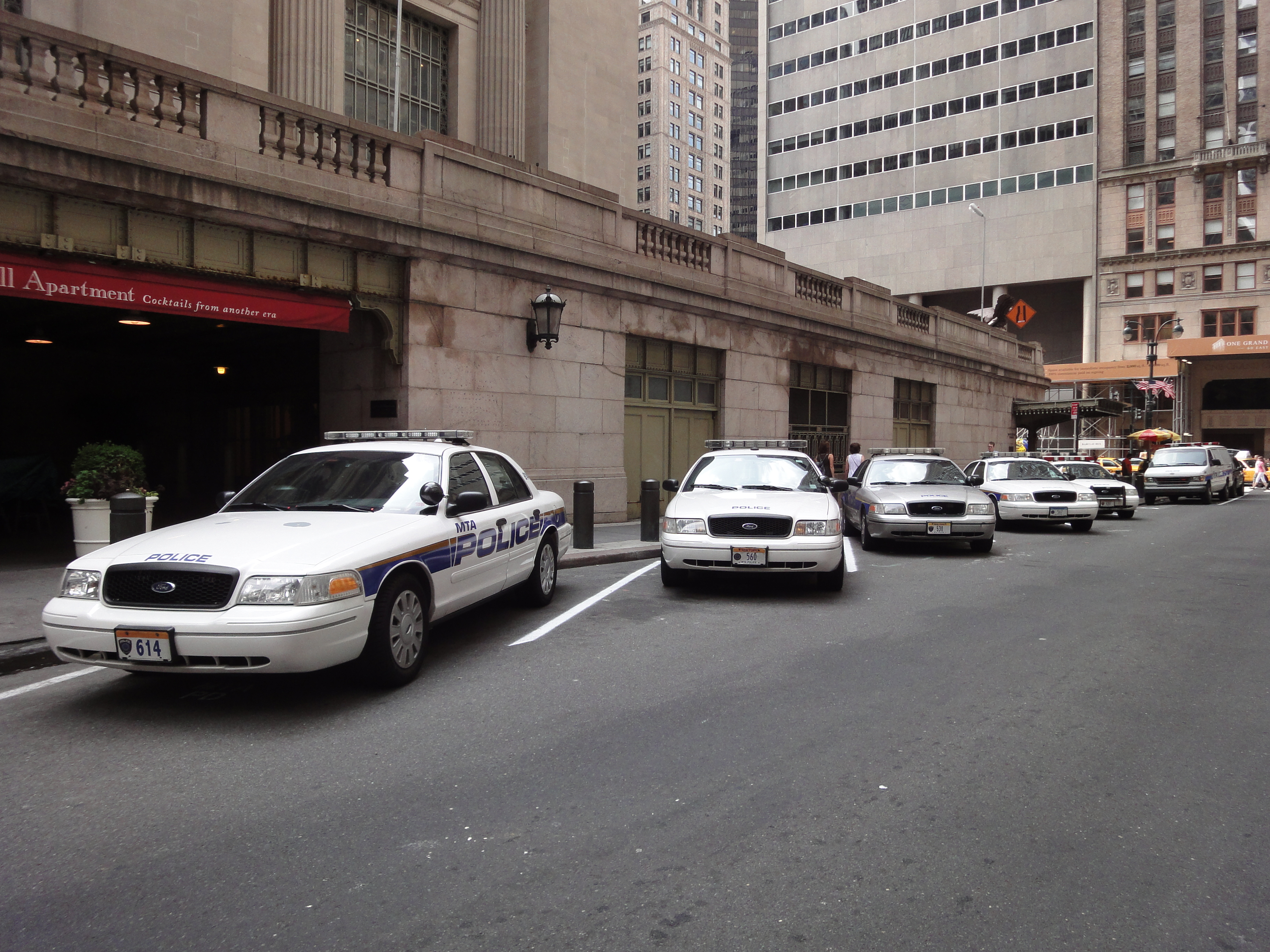
MTA警察のパトカー。NYSPと類似したデザインだが、MTA警察章と機関名が入る。

## カナダ
カナダの自動車登録制度とライセンス・プレートの規定は、各州および準州の政府によって制定されている。
ライセンス・プレートの形状はノースウェスト準州のシロクマ型のもの以外は全て縦横1:2の長方形で、大きさは6インチ x12インチ（152.4mm x304.8mm）である。デザイン、登録番号のフォーマット等も各州の交通省にて規定されている。登録番号はアルファベットと数字の組み合わせで、「ABC-123」などのフォーマットが使用されている場合が多いが、オンタリオ州では現在7桁の「ABCD 123」、ノースウェスト準州では6桁の数字などを使用している。州名・準州名の他に州のスローガンやロゴが印刷されていることが多い。
国防省は独自のライセンスプレートを規定している。
地域によっては、国際障害者シンボルを使用した障害者向けライセンスプレートを発行している。これは障害者用駐車スペースに駐車出来る許可証にもなっている。

## キューバ
キューバのナンバープレートは頭文字のアルファベット1文字＋数字6文字の組み合わせで識別される。
- Bナンバー- 公用車用のナンバー。政府や国営企業、公団などが所有し、一部車両は役人にも提供され、24時間使用可能。ただし、ヒッチハイク希望者は必ず乗せる決まりがあるとされる。
- Fナンバー- キューバ革命軍所有。
- Mナンバー- 内務省(警察)用車両。一部は事実上の私用車になっている。
- Tナンバー- 観光客用のレンタカー。国営レンタカー会社が輸入した自動車が多く、低年式の韓国車や中国車で占められている。
- Dナンバー- 外交官用の車両。免税輸入が可能。
- Eナンバー- 外交使節団の技術職員と外交官の配偶者の車両。
- Pナンバー- 個人所有。
- Kナンバー- 外国企業またはキューバとの合併企業で働く外国人の所有。

## プレートの装着位置
- 後部のみ装着
  - アメリカ合衆国：アーカンソー州、アラバマ州、アリゾナ州、イリノイ州、ウェストバージニア州、オクラホマ州、カンザス州、ケンタッキー州、サウスカロライナ州、ジョージア州、デラウェア州、テネシー州、ニューメキシコ州、ノースカロライナ州、フロリダ州、ペンシルバニア州、ミシガン州、ミシシッピー州、ルイジアナ州。
  - カナダ：アルバータ州、ケベック州、サスカチュワン州、ニューファンドランド・ラブラドール州、ノバスコシア州、プリンスエドワードアイランド州、ヌナブト準州、ノースウエスト準州、ユーコン準州。
- 一部の乗用車が後部のみに装着
  - アメリカ合衆国のネバダ州、マサチューセッツ州。

これ以外の州では、前後共に装着が義務付けられている。